# Tế bào mạch rây

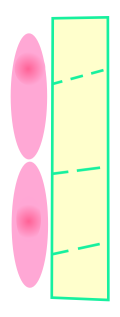
Thành phần Proton: xanh lá cây: mạch rây; đường nứt xanh: sieve tube plates; hồng nhạt: tế bào bạn; hồng đậm: nhân; vàng: chất bổ

Tế bào mạch rây là một trong các loại tế bào thuộc về mô mạch rây của thực vật. Các tế bào mạch rây có hình dạng thuôn dài như một cái ống với phần vách tế bào ở hai đầu "ống" có nhiều lỗ như một cái rây, giúp cho phần tế bào chất của một tế bào mạch rây sẽ nối liền với một tế bào mạch rây khác nằm kế cận. Nói cách khác, trong cơ thể thực vật, các tế bào mạch rây hình ống nằm sát nhau và tiếp xúc với nhau tại các "rây" ở hai đầu "ống" của tế bào, tạo thành một "đường ống rây" kéo dài. Trái với các tế bào đạo quản hay tế bào ống trong mạch gỗ, các tế bào mạch rây khi trưởng thành vẫn còn sống, tuy nhiên các thành phần như nhân tế bào, ti thể, không bào, ribosome và khung xương tế bào thì hoàn toàn tiêu biến. Sau khi trưởng thành, thông thường tuổi thọ của loại tế bào này không kéo dài quá một năm, nhưng giới khoa học đã nhận diện một số cá thể tế bào mạch rây trên một số loài cọ vẫn còn sống sót sau 100 năm tồn tại.
Chức năng của các tế bào mạch rây không gì khác chính là hình thành nên hệ thống đường ống chuyển vận các chất dinh dưỡng hòa tan, ví dụ như đường đến cung ứng cho các bộ phận trong cây. Nói cách khác, các chất dinh dưỡng này sẽ được vận chuyển trong tế bào chất của các tế bào mạch rây để đi đến những khu vực cần thiết. Việc tiêu giảm các bào quan và hệ khung xương trong tế bào mạch rây có tác dụng làm giảm sự cản trở trong quá trình chuyển vận này.
Việc chuyển vận của các tế bào mạch rây nhận được sự hỗ trợ từ các tế bào đồng hành nằm ngay sát bên. Giữa các tế bào mạch rây và các tế bào đồng hành có các cầu sinh chất nối liền tế bào chất của chúng với nhau. Trái với tế bào mạch rây, các tế bào đồng hành sở hữu một hệ thống nhân, ribosome và bào quan đầy đủ và nhờ đó chúng có thể điều khiển hoạt động của bản thân lẫn của các tế bào mạch rây. Các tế bào đồng hành đóng cũng vai trò cầu nối trong việc trung chuyển các chất dinh dưỡng từ tế bào mạch rây sang các bộ phận khác của thực vật.
Tế bào mạch rây được nhà thực vật học Theodor Hartig phát hiện lần đầu tiên vào năm 1837. Ông đặt tên chúng là Siebfasern (sợi rây) và Siebröhren (ống rây).